# Rhagodoca phillipsii
Rhagodoca phillipsii es una especie de arácnido  del orden Solifugae de la familia Rhagodidae.

## Distribución geográfica
Se distribuye por el este de África.